# Могильовська ратуша
Могильо́вська ра́туша (біл. Магілёўская ратуша, рос. Могилёвская ратуша) — ратуша у місті Могильові (Білорусь), одна з найкращих пам'яток громадської архітектури міста.
За рік після отримання Могильовом 1577 року грамоти на магдебурзьке право в місті розпочалось зведення міської ратуші. Спочатку ратуша була дерев'яною, тому не раз ущент згоряла, а її місце знаходження змінювалось.
4 вересня 1679 року городяни взялися за будівництво кам'яної ратуші. Будівельні роботи вели місцеві майстри Фєська, Ігнацій, Нядасєк, Васька, Андрей і Гришка. Біля двоповерхового прямокутного будинку ратуші, який побудували до 1681 року, одночасно з тим почали зводити високу кам'яну башту (майстер Крузберг з Бихова), і це будівництво тривало до 1698 року. Будинок вкрили черепицею, спорудили 2 крильця (велике і мале), над якими встановили позолочені флюгери (вітрениці). Висота восьмигранної п'ятиярусної вежі зі шпилем становила 46 метрів (за іншими даними 38 м). Вона мала прості й строгі форми, і, на думку фахівців, була найкращим витвором цивільного зодчества Біларусі XVII століття.

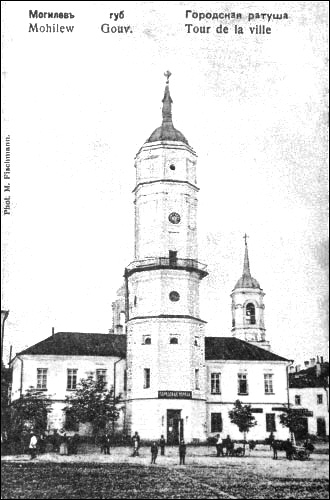
Могильовська ратуша на початку 1900-х

Під час Північної війни у вересні 1708 року ратуша згоріла, але швидко була відновлена.
У 1773 році ратушу реконструйовано (змінено внутрішнє планування, перебудовано башту), в будівлі з'явились деталі, характерні для архітектури XVIII століття. Архітектура основного корпусу, як і раніше, була позначена строгістю, простотою й нагадувала своїм виглядом архітектуру міських житлових домів. Ратуша з високою «нарядною» вежею була домінантою міста, її величавий силует було добре видно при під'їзді до Могильова з боку Дніпра.
У 1780 році з її оглядового майданчика місто озирали російська імператриця Катерина II та австрійський імператор Франц-Йосип II.
У 1858 році на будівлі ратуші встановили годинник, а згодом ратушу почали використовувати як міську пожежну вишку.
Під час перебування у Могильові Ставки Верховного Головнокомандувача (1915—1918) у ратуші містилася потужна військова радіостанція.
У період Німецько-радянської війни ратушу було сильно пошкоджено.
28 грудня 1952 року на нараді архітекторів БРСР з охорони пам'яток архітектури, було ухвалено рішення про її відновлення, підтримане згодом рішенням міської влади від 11 вересня 1953 року. Згідно з ним реставраційні роботи мали бути завершені до першої декади грудня того ж (1953) року. Однак, реставрація ратуші так і не була розпочата. Натомість у липні 1957 року її було підірвано, а башту звалили за допомогою тросів та двох тракторів.
У Могильові навіть за СРСР місцева інтелігенція здіймала питання про відновлення міської ратуші. Нарешті, вже у незалежній Білорусі, 23 травня 1992 року відбулось символічне закладення першого каменя на старому місці майбутньої ратуші та її освячення на урочистому молебні. Затяжна криза 1990-х років призупинила роботи з відновлення міського символу Могильова.
Роботи з відбудови ратуші в місті реально поновилися лише 2007 року. 3 липня 2008 року під час святкувань Дня міста та Дня незалежності Бєларусі, в Могильові відбулося урочисте відкриття міської ратуші.
Відтоді у приміщенні працює Могильовський міський виконком — вищий орган виконавчої влади міста (мерія Могильова).

## Виноски
1. ↑  Історія Могильова [Архівовано 8 лютого 2009 у Wayback Machine.] на Офіційний сайт Могильовського міського виконавчого комітету [Архівовано 27 березня 2010 у Wayback Machine.] (рос.)
2. ↑  Борисенко Н. С. Архітектурна спадщина Могильова (фрагменти статті) [Архівовано 12 вересня 2009 у Wayback Machine.] на Сайт Могильовської обласної спілки охорони пам'яток [Архівовано 7 січня 2010 у Wayback Machine.] (рос.)
3. ↑  У Могильові відкриють міську ратушу [Архівовано 5 червня 2009 у Wayback Machine.] // інф. за 24 червня 2008 року на www.naviny.by (рос.)